# Tijelo gljive
Tijelo gljiva javlja se u raznim oblicima i veličinama. Najpoznatije su gljive, čije je plodište (stručak i klobuk) jasno definirano u nadzemnome sloju. No, micelij (podzemno i nadzemno tijelo gljive) u pravilu je puno veći od onoga što vidimo, tako da gljive u literaturi često nazivaju “kopnenim santama”.
Plodište gljive sastoji se od: klobuka, prstena, stručka, opnaste ovojnice i micelija. Mesnato plodište gljive nosi spore, obično raste na tlu ili na izvoru hrane. To je višestanična struktura, dio spolne faze životnog ciklusa gljiva, dok ostatak životnog ciklusa karakterizira vegetativni rast micelija i nespolna proizvodnja spora.
Osim manjeg broja jednostaničnih vrsta, gljive imaju nitasto, razgranato tijelo micelij. Niti micelija nazivaju se hifama. Gljive se razmnožavaju spolno ili nespolno. Hife rastu svojim vrhovima, granaju se, prepliću i tvore micelij. Micelij je kod nižih gljiva bez pregrada, predstavlja razranatu ogromnu stanicu.
Gljiva se razvija iz čvorića, promjera manjeg od dva milimetra, koji se naziva primordij, a koji se obično nalazi na ili u blizini površine supstrata. Nastaje u miceliju, masi nitastih hifa, koje čine gljivu. Primordij se uvećava u okruglastu strukturu isprepletenih hifa grubo nalik na jaje. Ima pamučni kolut micelija, univerzalni veo, koji okružuje tijelo gljive u razvoju. Kako se jaje širi, univerzalni veo pukne i može ostati kao čašica ili volva na dnu stabljike ili kao bradavice ili valvalne mrlje na kapici. Mnogim gljivama nedostaje univerzalni veo, stoga nemaju ni volvu. Kako se kapa širi, veo pukne, a ostaci djelomičnog vela mogu ostati u obliku prstena, oko sredine stabljike ili kao ulomci koji vise s ruba kapice. Prsten može biti sličan suknji kao kod nekih vrsta Amanita, ovratniku kao kod mnogih vrsta Lepiota ili tek blijedi ostaci kortike (djelomični veo sastavljen od niti nalik na paučinu), što je tipično za rod Cortinarius. Gljive kojima nedostaju djelomični velovi ne čine prstenasti oblik.

## Ljudska upotreba

### Narodna medicina
Neke se gljive upotrebljavaju u narodnoj medicini. U nekoliko zemalja ekstrakti kao što su polisaharid-K, šizofilan, polisaharidni peptid ili lentinan su registrirane su pomoćne terapije za rak, ali učinkovitost i sigurnost ovih ekstrakata kod ljudi nije klinički potvrđena.